# Fascia axillaire
Le fascia axillaire est l'ensemble des deux lames aponévrotiques fermant l'aisselle.

## Structure
Le fascia axillaire se compose du fascia axillaire superficiel et du fascia axillaire profond.
Le fascia axillaire superficiel prolonge le fascia brachial et s'étend du bord inférieur du muscle grand pectoral au bord inférieur du muscle grand dorsal et du muscle grand rond.
Le fascia axillaire profond est quadrilatère. Il est relié à l'avant au ligament suspenseur de l'aisselle. En arrière il est soudé au fascia du muscle grand dorsal et du muscle grand rond et s’insère sur le bord latéral de la scapula. En dedans il est séparé du fascia du muscle dentelé antérieur par du tissu graisseux. En dehors, il est relié à l'avant au fascia du muscle coracobrachial et du muscle biceps brachial et en arrière il forme l'arc axillaire.